# Kfz-Kennzeichen (Aserbaidschan)

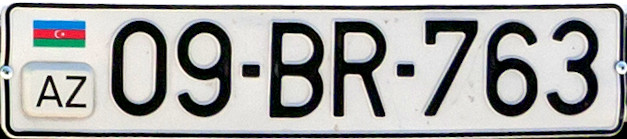
Aktuelles Kennzeichen seit 2011

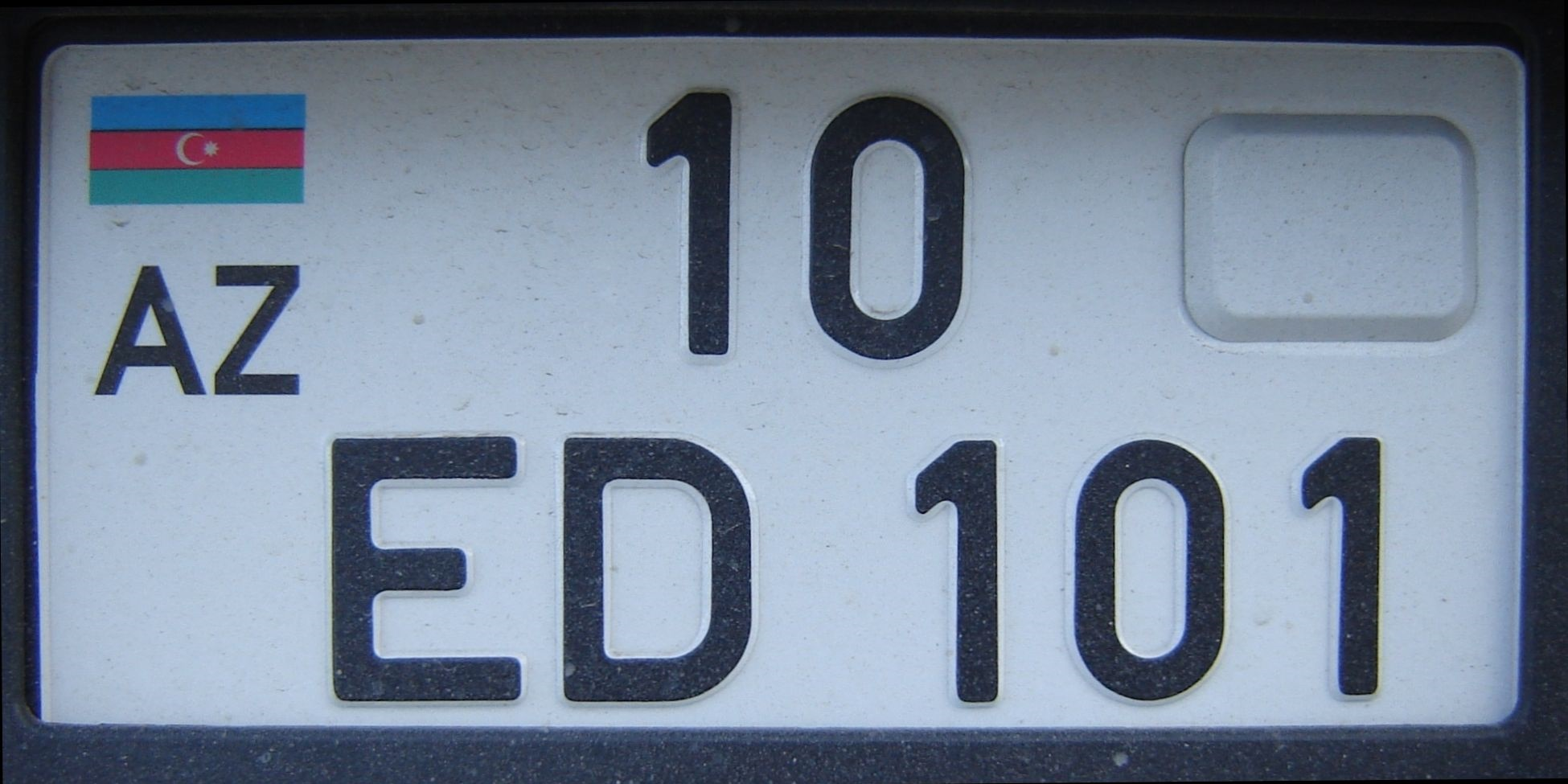
Zweizeiler seit 2011

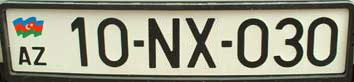
Kennzeichen bis 2011

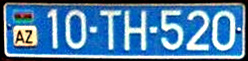
Kfz-Kennzeichen für Busse und Taxis

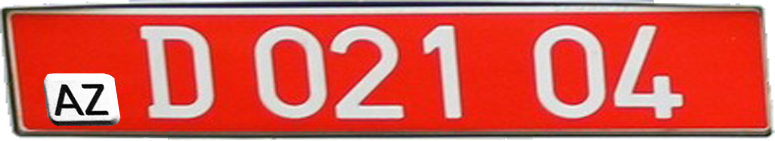
Diplomatenkennzeichen

Die Kfz-Kennzeichen Aserbaidschans orientieren sich am europäischen Standard und zeigen schwarze Schrift auf weißem Grund.
Am linken Schilderrand sind die Flagge Aserbaidschans sowie das Nationalitätszeichen AZ zu erkennen. Es folgt eine zweistellige Zahl, die den Rajon oder die Stadt kodiert. Nach einem Bindestrich folgen zwei Buchstaben, ein weiterer Bindestrich und nochmals drei Ziffern. Bei Anhänger-Kennzeichen wird auf die Bindestriche verzichtet.

Ende 2011 wurde die wehende Flagge durch eine rechteckige ersetzt und die Schilder mit einem RFID-Transponder ausgestattet.

Nummernschilder für Ausländer mit Wohnsitz in Aserbaidschan zeigen einen gelben Hintergrund sowie ein H und sechs Ziffern in zwei Gruppen.

Diplomatenkennzeichen besitzen einen roten Hintergrund.
Vor der Unabhängigkeit verwendete die Aserbaidschanische SSR als Teil der Sowjetunion sowjetische Kennzeichen.

## Kodierung
Kodierung der Herkunft:
| Kürzel | Rayon          |
| ------ | -------------- |
| 01     | Abşeron        |
| 02     | Ağdam          |
| 03     | Ağdaş          |
| 04     | Ağcabədi       |
| 05     | Ağstafa        |
| 06     | Ağsu           |
| 07     | Astara         |
| 08     | Balakən        |
| 09     | Bərdə          |
| 10, 90 | Baku (Stadt)   |
| 11     | Beyləqan       |
| 12     | Biləsuvar      |
| 13     | frei           |
| 14     | Cəbrayıl       |
| 15     | Cəlilabad      |
| 16     | Daşkəsən       |
| 17     | Şabran         |
| 18     | Şirvan (Stadt) |
| 19     | Füzuli         |
| 20     | Gəncə (Stadt)  |
| 21     | Gədəbəy        |
| 22     | Goranboy       |
| 23     | Göyçay         |

| Kürzel | Rayon                      |
| ------ | -------------------------- |
| 24     | Hacıqabul                  |
| 25     | Göygöl                     |
| 26     | Xankəndi (Stadt)           |
| 27     | Xaçmaz                     |
| 28     | Xocavənd                   |
| 29     | Xızı                       |
| 30     | İmişli                     |
| 31     | İsmayıllı                  |
| 32     | Kəlbəcər                   |
| 33     | Kürdəmir                   |
| 34     | Qax                        |
| 35     | Qazax                      |
| 36     | Qəbələ                     |
| 37     | Qobustan                   |
| 38     | Qusar                      |
| 39     | Qubadlı                    |
| 40     | Quba                       |
| 41     | Laçın                      |
| 42     | Lənkəran (Stadt und Rayon) |
| 43     | Lerik                      |
| 44     | Masallı                    |
| 45     | Mingəçevir (Stadt)         |
| 46     | Naftalan (Stadt)           |

| Kürzel | Rayon                    |
| ------ | ------------------------ |
| 47     | Neftçala                 |
| 48     | Oğuz                     |
| 49     | Saatlı                   |
| 50     | Sumqayıt (Stadt)         |
| 51     | Samux                    |
| 52     | Salyan                   |
| 53     | Siyəzən                  |
| 54     | Sabirabad                |
| 55     | Şəki (Stadt und Rayon)   |
| 56     | Şamaxı                   |
| 57     | Şəmkir                   |
| 58     | Şuşa                     |
| 59     | Tərtər                   |
| 60     | Tovuz                    |
| 61     | Ucar                     |
| 62     | Zaqatala                 |
| 63     | Zərdab                   |
| 64     | Zəngilan                 |
| 65     | Yardımlı                 |
| 66     | Yevlax (Stadt und Rayon) |
| 90     | Baku (Stadt)             |
| 99     | landesweites Kennzeichen |

Innerhalb der autonomen Republik Nachitschewan:
| Kürzel | Rayon                            |
| ------ | -------------------------------- |
| 67     | Babək                            |
| 68     | Şərur (mit Kəngərli und Sədərək) |
| 69     | Ordubad                          |
| 70     | Naxçıvan (Stadt)                 |
| 71     | Şahbuz                           |
| 72     | Culfa                            |
| 85     | Naxçıvan (Stadt)                 |